# Tipula (Vestiplex) scandens
Tipula (Vestiplex) scandens is een tweevleugelige uit de familie langpootmuggen (Tipulidae). De soort komt voor in het Palearctisch gebied.